# Александров, Антонин Алексеевич
Антонин (Антоний) Алексеевич Александров (1926—2009) — советский работник промышленности, электросварщик Пермского завода имени С. М. Кирова, Герой Социалистического Труда (1971).

## Биография
Родился 14 ноября 1926 года в селе Потетюнино Усть-Кубинского района Вологодской области в семье Алексея Варсанофьевича и Анны Ивановны Александровых.
После окончания семилетней школы поступил учеником электросварщика на Сокольский целлюлозно-бумажный комбинат, занимался здесь спортом. Затем служил в Красной армии. Был участником Великой Отечественной и Советско-японской войн.
В 1951 году Александров приехал в город Пермь и стал работать электросварщиком на заводе имени С. М. Кирова (позже — Научно-производственное объединение им. С. М. Кирова). Осваивал новую сварочную технику, проявил себя рационализатором. Ему доверяли проведение работ по изготовлению аппаратов и механизмов для опытной отработки, а затем для серийного изготовления изделий новой техники. Работал Антонин Алексеевич с личным клеймом, занимался обучением своей молодых рабочих.
В 1987 году вышел на пенсию, проживал в Перми.

## Награды
- Указом Президиума Верховного Совета СССР от 26 апреля 1971 года Антонин Алексеевич Александров был удостоен звания Героя Социалистического Труда с вручением ордена Ленина и золотой медали «Серп и Молот»[5].
- Также награждён орденом «Знак Почета» и медалями.
- В 1968 году был удостоен звания «Лучший рабочий Министерства по профессии».